# Hermann Strack
Hermann Leberecht Strack (6 mai 1848 - 5 octobre 1922) est un théologien et orientaliste protestant allemand, né à Berlin.

## Biographie
À partir de 1877, il est chargé de cours en exégèse de l'Ancien Testament et de langues sémitiques à l'Université de Berlin.
Il est alors la plus haute autorité chrétienne en Allemagne sur la littérature talmudique et rabbinique, ayant étudié le judaïsme rabbinique sous la direction de Steinschneider.
Lors de la réapparition de l'antisémitisme en Allemagne, Strack est le plus grand défenseur des Juifs contre les attaques d'antisémites tels que l'aumônier de la Cour (Hofprediger) Adolf Stoecker, le professeur August Rohling ou d'autres.
En 1883, il fonde l'Institutum Judaicum, dont l'objectif est la conversion des Juifs au christianisme.
En 1885, Strack devient le rédacteur en chef de Nathanael. Il publie Zeitschrift für die Arbeit der Evangelischen Kirche an Israel (Journal pour le travail de l'Église évangélique en Israël) à Berlin;
Au début de sa carrière, le gouvernement prussien envoie Strack à Saint-Pétersbourg pour y examiner les manuscrits bibliques; à cette occasion, il examine également les antiquités de la collection Firkovich, qu'il déclare être des faux. Ce jugement s’avèrera être erroné : la collection Firkovich est étroitement liée au dépôt de la Guenizah du Caire, étudiée par Solomon Schechter.

## Œuvres choisies
- Prolegomena Critica in Vetus Testamentum Hebraicum(Leipzig, 1873);
- Katalog der Hebräschen Bibelhandschriften der Kaiserlichen Oeffentlichen Bibliothek à Saint-Pétersbourg(Saint-Pétersbourg et Leipzig, 1875), en collaboration avec A. Harkavy;
- Prophetarum posteriorum Codex Babylonicus Petropolitanus(ib. 1876);
- A. Firkowitch und Seine Entdeckungen(ib. 1876);
- éditions de la Michnatractates Abot(Carlsruhe, 1882; 2 e éd. Berlin, 1888), Yoma(ib. 1888), Abodah Zarah(ib. 1888) et Chabbat(ib. 1890);
- Hebräische Grammatik(Carlsruhe, 1883; 3 e éd. Munich, 1902);
- Lehrbuch der Neuhebräischen Sprache und Litteratur(ib. 1884), en collaboration avec Karl Siegfried;
- Herr Adolf Stöcker(ib. 1885; 2 e éd. 1886);
- Einleitung in den Talmud(Leipzig, 1887; 2 e éd. 1894), une réimpression révisée de son article sur le sujet dans le Real-Encyklopädie deHerzog-Hauck ,auquel il a fait toute une série de contributions sur des sujets rabbiniques;
- Einleitung in das Alte Testament(Nördlingen, 1888; 5e éd. Munich, 1898);
- Der Blutaberglaube in der Menschheit, Blutmorde und Blutritus(ib. 1891; 5e éd. 1900), une enquête sur la diffamation infligéeau sang;
- Die Juden. Dürfen Sie 'Verbrecher von Religionswegen'Genannt Werden? (Berlin, 1893);
- Abriss des Biblischen Aramäisch(Leipzig, 1897).
- Jüdische Geheimgesetze?. Mit 3 Anh: Rohling, Ecker et Kein Ende?. Artur Dinter u. Kunst, Wissenschaft, Vaterland. "Die Weisen von Zion" et ihre Gläubigen (Berlin 1920; ib. 3e et 4e éd. 1921).
- Introduction au Talmud & Midrash(1931), Société américaine de publication juive, basée sur la 5e édition de Einleitung in den Talmud & Midrasch.
- Kommentar zum Neuen Testament Aus Talmud und Midrasch, avec Paul Billerbeck; (1922-1928; 4 volumes).

Depuis 1886, Strack a été associé à Zoeckler dans la rédaction du Kurzgefasster Kommentar zu den Schriften des Alten und Neuen Testaments(Nördlingen et Munich). Strack était également membre du Foreign Board of Consulting Editors de la Jewish Encyclopedia.

## Traductions
- The Passover Meal (Le repas de la Pâque), traduit par Nathaniel J. Biebert ( Red Brick Parsonage, 2013).
- Luke 18 and Fasting: Commentary on Luke 18 (Luc 18 et le jeûne: Commentaire sur Luc 18) : 11b, 12a, traduit par Nathaniel J. Biebert ( Red Brick Parsonage, 2013).
- John 10 and Hanukkah: Commentary on John (Jean 10 et Hanouka: commentaire sur Jean) 10: 22-30, traduit par Nathaniel J. Biebert ( Red Brick Parsonage, 2013).
- Commentary on Luke (Commentaire sur Luc) 7: 36-50, traduit par Nathaniel J. Biebert ( Red Brick Parsonage, 2013).
- Commentary on Matthew (Commentaire sur Matthieu) 5: 13-14, traduit par Nathaniel J. Biebert ( Red Brick Parsonage, 2014).